# 大竹まこと 金曜日のたまごたち
大竹まこと 金曜日のたまごたち（おおたけまこと きんようびのたまごたち）は、1986年10月10日から1987年4月3日まで、ニッポン放送で放送されていたラジオ番組。ニッポン放送ショウアップナイターの放送されていない、ナイターオフ期限定の番組だった。略称はおおきんたま。

## 概要
大竹まこと自身にとって初めてメインパーソナリティを務めたラジオ番組である。当番組の最初のコンセプトは、プロのパーソナリティや作家よりも才能を持ったリスナーを発掘していこうというもので、「金のたまごよ飛び出せ!!君もプロのエンターテイナーに!?」といったキャッチコピーの載った広告が掲載されたことがあった。当時、『夕やけニャンニャン』（フジテレビ）などで暴走キャラとして知名度が上昇中だったが、逆に時々真面目な話をしたり、リスナーからのはがきに対し真面目に受け答えたりといった一面をこの番組では見せていた。
大竹が三人の女子高生と一緒にリスナーからの悩み相談に乗る『放課後カウンセリング』、ゲストのアイドルがスタジオで実際に使った箸、スプーン、タオルなどの品を本人の許可無しでリスナーにプレゼントしていた『レストラン水澄川』などのコーナーがあった。

### 当番組終了後
当番組放送終了直前となった1987年3月より、前年1986年12月より中断していた『ビートたけしのオールナイトニッポン』のレギュラーピンチヒッターを大竹が務めることとなり、「ピンチヒッター大竹まことのオールナイトニッポン」として同年3月26日深夜よりスタート。引き続きニッポン放送でレギュラー番組を持つことになった。この中で大竹は『大竹まことのオールナイトニッポン』としてのオリジナルノベルティグッズを製作することを宣言、「自分の納得するものを」として自腹で製作。1987年6月18日の放送でグッズの完成と、来週からはがきを読まれたリスナーにプレゼントすることを告知したが、次の週の6月25日は大竹の声は流れず『たけし軍団のオールナイトニッポン』に切り替わり、当日のラストにはビートたけしも乱入。その次の週の7月2日から『ビートたけしのオールナイトニッポン』が復活し、大竹はさよならも言えないままでピンチヒッターの役目を終えることとなった。後日、大竹は『夕やけニャンニャン』の自分のコーナーの中で、幻のノベルティグッズをさりげなさ気に紹介していた。

## 金曜日のたまごパン
当時、同じニッポン放送の『ヤングパラダイス』で番組ブランドのインスタントラーメン『ヤンパラフル』が製作されて日清食品から発売されたが、当番組でも番組ブランドのパンを製作することになった。最初、この企画は冗談のつもりで出たものだったという。アイデアは番組中で募集し、最優秀作品に選ばれた物は木村屋總本店にて商品化されることになった。応募総数234点の中からノミネート作品として12点に絞られ、最終選考会は1987年1月15日に当時ニッポン放送本社ビル3階にあったラジオハウス銀河（銀河スタジオ）で行われた。審査員は大竹まことの他、芳本美代子、「謎のパン博士・Mr.イースト菌」と言われていた田村氏、木村屋取締役営業部長、当時のニッポン放送制作副部長の5名。味、見栄え、作り易さ（コスト面や大量生産が可能かどうかなど）をポイントとして審査された。司会は松本秀夫が務めた。ノミネート作品の中には、「明太子入りフランスパン」、日本そばが入った「年越しそばパン」、スリッパ型の「スリッパン」、「1ポンドステーキ入りパン」（1個1,500円になるので、コスト的に無理と判断されて外された）、そして「ウンコパン」もあったが、ウンコパンの現物は本物そっくりの臭いがしたと言うことで衛生局の判断により、会場には原画のみが登場した。そして厳正な審査の結果、最優秀作品には女子高生3人組のアイデアによる「パック入りたまごパン」（ホワイトチョコレートで包んだ卵型のパンを卵用のパックに入れたもの）が選ばれ、商品化されて同年2月には木村屋の店頭で販売された。また、同年3月6日には当番組の放送中、ニッポン放送前でもこのたまごパンの販売会が行われた。

## ゲスト
（出典：）
- 福永恵規 （1986年10月10日）
- 石川秀美 （1986年10月17日、1987年2月20日）
- 山瀬まみ （1986年10月24日）
- 村上里佳子 （1986年10月31日）
- 島田奈美 （1986年11月7日）
- 桑田靖子 （1986年11月14日）
- 城之内早苗 （1986年11月21日）
- 芳本美代子 （1986年11月28日、1987年1月16日）
- 少年隊 （1986年12月5日、1987年2月27日）
- 国生さゆり （1986年12月5日）
- 西村知美 （1986年12月12日、1987年2月27日）
- 杉浦幸 （1987年12月19日）
- 今井美樹 （1987年1月2日）
- 長山洋子 （1987年1月9日）
- 水谷麻里 （1987年1月16日）
- 渡辺美奈代 （1987年1月23日）
- 野村義男 （1987年1月23日）
- うじきつよし （1987年1月30日、1987年2月6日）
- 本田美奈子 （1987年2月6日）
- 新田恵利 （1987年2月13日）
- 河合その子 （1987年3月13日）
- THE ALFEE （1987年3月20日）
- 中村あゆみ （1987年3月27日）
- 佐野量子 （1987年3月27日）
- 伊藤美紀 （1987年3月27日）